# Aspidifrontia axylides
Aspidifrontia axylides là một loài bướm đêm trong họ Noctuidae.